# Черенское (Вологодская область)
Черенское — деревня в Чагодощенском районе Вологодской области.
Входит в состав Покровского сельского поселения, с точки зрения административно-территориального деления — в Покровский сельсовет.
Расстояние по автодороге до районного центра Чагоды — 54 км, до центра муниципального образования села Покровское — 4 км. Ближайшие населённые пункты — Гора, Покровское, Ременево.
По переписи 2002 года население — 102 человека (47 мужчин, 55 женщин). Преобладающая национальность — русские (95 %).